# Zipangia
Zipangia is een geslacht van kevers uit de familie bladkevers (Chrysomelidae).
De wetenschappelijke naam van het geslacht werd in 1924 gepubliceerd door Heikertinger.

## Soorten
- Zipangia aptera Medvedev, 1992
- Zipangia bicolora Medvedev, 1990
- Zipangia carinata Medvedev, 2001
- Zipangia fulvicornis Scherer, 1979
- Zipangia hammondi Gruev, 1981
- Zipangia imasakai Takizawa, 1990
- Zipangia infuscaticornis Scherer, 1979
- Zipangia merkli Medvedev, 2000
- Zipangia nepala Gruev, 1990
- Zipangia okinawana Takizawa, 1979
- Zipangia recticollis Takizawa, 1979
- Zipangia subcostata Medvedev, 1990
- Zipangia takizawai Kimoto, 1996